# Talamanca (Spanyolország)
Talamanca település Spanyolországban, Barcelona tartományban. Lakosainak száma 212 fő (2024).

## Földrajza
Talamanca Calders, Monistrol de Calders, Mura, El Pont de Vilomara i Rocafort, Sant Fruitós de Bages és Navarcles községekkel határos.

## Népesség
A település lakosságának változását az alábbi diagram mutatja:
| Lakosok száma | 230  | 446  | 234  | 104  | 58   | 114  | 162  | 141  | 206  | 212  |
|               | 1717 | 1887 | 1936 | 1960 | 1986 | 2004 | 2009 | 2014 | 2019 | 2024 |